# 주당풀이
주당풀이는 살풀이, 동토잡기 등을 포함하는 치병굿의 하나이다. 2016년 3월 21일 세종특별자치시의 향토문화유산 제66호로 지정되었다.

## 개요
주당풀이는 주당 때문에 아픈 환자를 치료하기 위해 벌이는 주술(呪術)적인 행위이다. 주당(周堂)은 뒷간을 지킨다는 귀신이나 혼인 때에 꺼리는 귀신 등을 말하기도 하지만 부정한 잡귀잡신(雜鬼雜神)를 지칭할 때도 쓰이는 말로, 주당을 맞았다는 것은 악귀(惡鬼)나 살기(殺氣)가 몸에 들어왔다는 뜻이다.
마을 사람 중에 갑자기 환자가 생기면 그 증상에 따라 일반적인 병인지 아니면 주당에 의한 병인지를 판단하게 되는데 보통 정신이 흐리고 가물가물하며 온 몸이 까맣게 변하거나 커다란 멍 같은 것이 있을 때 주당을 맞은 것으로 본다. 주당을 맞은 환자를 치료하기 위해서 주당풀이를 하게 되는데 무속인(巫俗人)이 하거나 마을 사람들이 모여 진행하기도 한다.
세종특별자치시에 향토문화유산으로 지정된 주당풀이는 무속인이 주관(主管)하고 마을주민들이 함께 참여하는 방식이다. 그 순서를 살펴보면 가장 먼저 환자를 대신 할 영대(靈代)를 지푸라기로 만들고, 작은 항아리에는 쌀을 채운 후 환자의 손톱, 머리카락 등을 조금씩 자른 것과 환자의 이름과 사주(四柱)를 적은 계란을 넣은 다음 다시 생년월일과 이름을 쓴 천으로 덮고 금줄을 묶는다. 마당에 멍석을 깔고 준비된 항아리와 제물(祭物), 그리고 무구(巫具)를 그 앞에 놓는다. 멍석위에는 흰 천을 깔고 시신을 무덤에 묻는 것과 같은 방식으로 환자를 대신해 누워 있는 영대를 덮는다. 영대를 묻는 작업이 끝나면 무속인은 멍석주위에서 무구를 이용해 주당을 쫓아내는 행위를 시작한다. 주당을 쫓는 의식이 끝나면 마을사람들과 함께 각종 농기구를 들고 영대가 누워있는 멍석주위를 무덤을 다지 듯 땅을 내리치면서 왼쪽으로 돈다. 다지기가 끝나면 항아리에 있던 것들과 영대, 무구 등을 밖으로 멀리 던져 버림으로써 주당이 풀렸다고 여기게 된다. 
주당풀이는 불과 40~50년 전 만해도 시골마을에서 어렵지 않게 볼 수 있었던 민간의료행위 중 하나였으나 현재는 소수의 무속인들에 의해 전승되고 있다. 세종특별자치시 향토문화유산 제66호 주당풀이 전승자인 김향란은 1980년대에 무속인의 길에 들어선 후 연기군(현재 세종특별자치시)에서 활동하던 큰무당 곽보살(유기정)과 박수 김종락으로부터 주당풀이 굿을 전수받아 지금까지 이어오고 있다.  

## 지정 사유
주당풀이는 살풀이, 동토잡기 등을 포함하는 치병굿의 하나로, 많은 사람들이 모이는 장소에서 병이 생긴 ‘주당이 든 사람’을 대상으로 행하여 지는 굿으로, 현재 주당풀이의 민간 전승 사례가 점차 줄어들고 있어 세종시에서 전승되고 있는 주당풀이를 향토문화유산으로 지정한다.

## 보유자
- 성명 : 김향란
- 주소 : 세종특별자치시 조치원읍 봉산리